# Oakwood (Oklahoma)
Oakwood es un pueblo ubicado en el condado de Dewey en el estado estadounidense de Oklahoma. En el año 2010 tenía una población de 	65 habitantes y una densidad poblacional de 108,33 personas por km².

## Geografía
Oakwood se encuentra ubicado en las coordenadas 35°55′53″N 98°42′21″O / 35.93139, -98.70583 (35.931363, -98.705884).

## Demografía
Según la Oficina del Censo en 2000 los ingresos medios por hogar en la localidad eran de $18,125 y los ingresos medios por familia eran $36,875. Los hombres tenían unos ingresos medios de $16,250 frente a los $30,625 para las mujeres. La renta per cápita para la localidad era de $21,254. Alrededor del 22.0% de la población estaban por debajo del umbral de pobreza.